# Helmut Meine
Helmut Karl Otto Willi Meine (* 16. Januar 1929 in Celle; † 16. Juli 2016 ebenda) war ein deutscher Kommunalpolitiker, Historiker und Ortschronist.

## Leben
Meine wurde als erstes von vier Kindern geboren. Nach Kriegsende arbeitete er kurzzeitig als Landwirt, bis er 1946 bei der Deutschen Bundespost anfing. Meine war von 1973 bis 1976 stellvertretender Bürgermeister der Stadt Celle. Von 1961 bis 1964 im Gemeinderat und von 1968 bis 1972 zusätzlich Bürgermeister. Von 1973 bis 1976 und erneut von 1991 bis 2004 Ortsrat und Ortsbürgermeister in Garßen.
Er trat 1963 der CDU bei und war Mitbegründer des CDU-Ortsverbandes Garßen 1970 (damals einschließlich Bostel (Celle) Altenhagen (Celle)). Er hatte zweimal das Amt des 1. Vorsitzenden inne. Für über 50 Jahre Parteimitgliedschaft wurde Meine im April 2014 von David McAllister auf dem CDU-Kreisparteitag gewürdigt.
Meine war des Weiteren auch Mitglied des Verwaltungsausschusses, Kreisausschusses, Sportausschusses und im Ausschuss für Berufsbildende Schulen.

### Ehrenämter und Vereinsmitgliedschaften
Helmut Meine war mehr als 70 Jahre Mitglied der Freiwilligen Feuerwehr Garßen. Seit 1946 war er Wiedergründungsmitglied des Sportverein Garßen (SV Garßen). Dort war er später u. a. 1. Vorsitzender des Sportverein Garßen e.V. (1961–1978)
Seit der Neugründung im Jahr 1950 war er bis zu seinem Tode, Mitglied im Schützenverein Garßen e.V. (gegründet 1891). Er war außerdem Mitbegründer des Golfclubs Celle (1985).

## Ehrungen
- 18. Mai 1995 – Verleihung des Verdienstkreuz am Bande
- 17. September 2017 – Umbenennung der Sportanlage Garßen in „Helmut-Meine-Sportanlage“[2]